# Wąż zbożowy
Wąż zbożowy (Pantherophis guttatus) – gatunek węża z rodziny połozowatych (Colubridae).
Do niedawna klasyfikowany w rodzaju Elaphe. Często występuje dzika hybryda węża zbożowego i węża preriowego (Pantherophis emoryi).

## Wygląd
Ubarwienie niezwykle zróżnicowane, najczęściej występujące to: tło pomarańczowobrązowe, na nim występują czerwone, pomarańczowe lub brązowe plamy w czarnych obwódkach. W niektórych częściach zasięgu barwa tła może być w różnym stopniu szara. Brzuch jest zazwyczaj pokryty czarno-białym kraciastym wzorem. Tęczówka przeważnie ma barwę pomarańczową lub czerwoną. Całe ciało muskularne.
Zwykle długość ciała wynosi 76–126 cm. Rekordowe osobniki osiągały ok. 180 cm.

## Pożywienie
Odżywia się głównie gryzoniami, zjada również ptaki (w tym młode) i ich jaja, jaszczurki, płazy bezogonowe.

## Rozmnażanie
Składanie jaj trwa od kwietnia do czerwca. Młode wykluwają się od lipca do września. Samica składa jaja raz w roku, jest ich ogółem 7–40, zazwyczaj 7–20. Inkubacja trwa 61–80 dni.

## Występowanie
Węże zbożowe występują w południowo-wschodnim USA, od południowego New Jersey na południe po Florida Keys i na zachód po wschodnią Luizjanę. Izolowane populacje występują w Kentucky i południowym Arkansas. Gatunek został introdukowany na Karaibach, w niektóre miejsca Europy, na Hawaje i wybrane kontynentalne stany USA. Środowiskiem życia węży zbożowych są lasy sosnowe, specyficzne dla Florydy lasy złożone z tropikalnych drzew wiecznie zielonych (hardwood hammocks), mokradła, namorzyny, pola uprawne i tereny mieszkalne.

## Informacje dodatkowe
Jest to wąż bardzo powszechnie hodowany w warunkach domowych.